# Мюльзен
Мюльзен (нім. Mülsen) — громада в Німеччині, розташована в землі Саксонія. Входить до складу району Цвікау.
Площа — 49,65 км2. Населення становить 10 922 ос. (станом на 31 грудня 2020).